# Conus poormani
Espèce
Statut de conservation UICN

 LC  : Préoccupation mineure
Conus poormani est une espèce de mollusques gastéropodes marins de la famille des Conidae.
Comme toutes les espèces du genre Conus, ces escargots sont prédateurs et venimeux. Ils sont capables de « piquer » les humains et doivent donc être manipulés avec précaution, voire pas du tout.

## Description
La taille de la coquille varie entre 30 mm et 58 mm.

## Distribution
Cette espèce marine est présente au large du Golfe de Californie, de l'ouest du Mexique au nord du Pérou.

### Niveau de risque d’extinction de l’espèce
Selon l'analyse de l'UICN réalisée en 2011 pour la définition du niveau de risque d'extinction, cette espèce est présente du golfe de Californie, au Mexique, au sud jusqu'au nord du Pérou. Cette espèce est largement distribuée, considérée comme commune, pas trop ramassée, et aucune menace majeure ne l'affecte. De plus, l'aire de répartition de cette espèce, chevauche probablement les aires marines protégées. Elle est classée comme étant de préoccupation mineure.

## Taxonomie

### Publication originale
L'espèce Conus poormani a été décrite pour la première fois en 1968 par le malacologiste américain Samuel Stillman Berry dans « Leaflets in Malacology »,.

### Synonymes
- Conus (Dauciconus) poormani S. S. Berry, 1968 · appellation alternative
- Dauciconus poormani (S. S. Berry, 1968) · non accepté